# Nyctiophylax cornifera
Nyctiophylax cornifera är en nattsländeart som beskrevs av Francois-Marie Gibon 1986. Nyctiophylax cornifera ingår i släktet Nyctiophylax och familjen fångstnätnattsländor. Inga underarter finns listade i Catalogue of Life.